# Bolesławiec (Łódź)
Bolesławiec è un comune rurale polacco del distretto di Wieruszów, nel voivodato di Łódź.
Ricopre una superficie di 64,58 km² e nel 2004 contava 4 147 abitanti.